# Cronologia della guerra del Vietnam
La seguente è una cronologia della guerra del Vietnam e degli eventi significativi che la precedettero creandone le condizioni.
- 1940
  - Settembre: un anno dopo l'inizio della seconda guerra mondiale, i giapponesi subito stabiliscono basi militari nell'Indocina francese, approfittando della debolezza della Francia, occupata dai tedeschi; il comunista Ho Chi Minh emerge come capo della resistenza anti-giapponese.
- 1945
  - Marzo: i giapponesi attaccano le guarnigioni francesi dell'Indocina e si impossessano del Paese; agosto: resa del Giappone, le forze giapponesi in Indocina si arrendono a nord alle truppe cinesi ed a sud a quelle anglo-francesi.

- 1946
  - Novembre: i francesi tentano di restaurare il loro dominio coloniale in Indocina, ma il Viet Minh resiste. Il 23 novembre 1946 inizia la guerra d'Indocina.
- 1949
  - Mao Zedong consolida il potere dei suoi comunisti in Cina.
- 1950
  - Giugno: la guerra di Corea, iniziata il 25 giugno 1950, è indicativa di una grossa minaccia in Asia. Gli Stati Uniti arrivano a coprire il 75% delle spese militari francesi per la guerra d'Indocina.
- 1954
  - Aprile - Luglio: gli accordi di Ginevra vengono firmati da francesi e Viet Minh, stabilendo la Commissione Internazionale di Controllo, definendo come linea di demarcazione temporanea il 17º parallelo, che dividerà il Vietnam in due e creando un piano per elezioni libere in Vietnam entro luglio 1956. Ngô Đình Diệm prende il potere nel Vietnam del Sud. Gli Stati Uniti inviano supporto tecnico e finanziario, aspettandosi in cambio riforme sociali e agrarie.
  - Il 7 maggio 1954, i francesi vengono sconfitti a Dien Bien Phu, dopo che gli Stati Uniti si rifiutano di fornire loro supporto aereo.

Nasce la SEATO, costituita da: Pakistan, Thailandia, Filippine, Australia, Nuova Zelanda, Francia, Regno Unito e Stati Uniti. Vietnam del Sud, Laos e Cambogia si uniranno in seguito. Le nazioni concordano di consultarsi sulle questioni militari; l'impegno non è così stretto o vincolante come quello richiesto dalla NATO.
- 1955
  - Gennaio: gli Stati Uniti iniziano ad aiutare il governo di Saigon occupandosi dell'addestramento dell'esercito sudvietnamita.
  - Luglio: a Mosca, Ho Chi Minh accetta l'aiuto sovietico dopo aver negoziato a Pechino l'assistenza cinese.
  - Ottobre: il 23 ottobre Diem sconfigge Bao Dai in un referendum e diventa capo di Stato; il 26 ottobre proclama la nascita ufficiale della Repubblica del Vietnam, autonominandosi presidente.

- 1956
  - Nessuna elezione si svolge in Vietnam del Nord e Vietnam del Sud. Diem mette fuori legge l'opposizione e le elezioni dei capi villaggio.
- 1957
  - Febbraio: l'Unione Sovietica propone che sia il Nord che il Sud Vietnam siano ammessi come stati separati all'ONU.
  - Maggio: l'8 maggio, in una visita negli Stati Uniti di dieci giorni, Diem incontra il presidente Eisenhower; gli USA riconfermano il sostegno al suo regime.
  - Ottobre: nel Sud inizia l'insurrezione comunista, mentre ad Hanoi si organizzano trentasette compagnie armate nel delta del Mekong. Durante l'anno vengono uccisi circa quattrocento funzionari sudvietnamiti.

- 1960
  - L'opposizione politica nel Vietnam del Sud diventa sotterranea. Nel corso di tutto l'anno accadono sporadici atti di terrorismo; i Vietcong chiedono, e ottengono, aiuto dal Vietnam del Nord. I Vietcong conducono una campagna per assassinare i capi villaggio nominati da Diem.

- 1961 – John F. Kennedy invia numerosi consiglieri americani nel Vietnam del Sud. Ancora nessuna riforma agraria. Un'operazione militare aerea statunitense viene ordinata per bombardare obiettivi nel Vietnam del Sud, ma l'operazione viene cancellata poco prima del decollo.
- 1962 – Il numero di consiglieri statunitensi sale a 9865. I piloti dell'aeronautica statunitense bombardano clandestinamente il Vietnam del Sud, in un tentativo di destabilizzare il governo di Diem.
- 1963 – 15.500 americani in Vietnam. Diem perde la presa sui rivoluzionari buddisti. Kennedy concorda con i generali sudvietnamiti per la rimozione di Diem. Con la CIA che comunica l'approvazione di Kennedy, Diem viene assassinato in un colpo di Stato militare e gli succedono alcuni comandanti militari. John F. Kennedy viene assassinato a Dallas.

- 1964 – La situazione nel Vietnam del Sud si deteriora rapidamente. In agosto avviene l'incidente del golfo del Tonchino. La risoluzione del golfo del Tonchino, passata dal Congresso statunitense, dà a Lyndon B. Johnson mano libera per proteggere le forze statunitensi in Vietnam. Johnson prende una posizione moderata sul Vietnam, durante la sua campagna elettorale, ma in privato concorda nel non interrompere la politica di Kennedy sul Vietnam[senza fonte], ora apparentemente radicata.
- 1965 – In febbraio, gli USA iniziano a bombardare con insistenza il Vietnam del Nord, dopo gli attacchi di Pleiku. In marzo, i Marines sbarcano a Đà Nẵng per dare il via a un'azione militare su vasta scala. In maggio, si ha una pausa di 6 giorni nei bombardamenti. In agosto, 125.000 soldati americani sono in Vietnam. In dicembre, i bombardamenti americani si fermano nuovamente, senza reazioni apparenti da parte dei Vietnamiti. Giorgio La Pira incontra Ho Chi Minh per abbozzare un trattato di pace, quest'ultimo si dice disposto a trattare anche senza un ritiro delle truppe USA, ma chiede riservatezza per non innervosire gli alleati russi. Archiviato il 13 marzo 2007 in Internet Archive.
- 1966 – Il numero di soldati statunitensi in Vietnam arriva a 385.000. In settembre, il Vietnam del Sud elegge Thieu e Ky in base alla nuova costituzione. Uno dei primi atti di Thieu è far arrestare i capi dell'opposizione. Il Presidente Johnson riceve un messaggio segreto di Ho Chi Minh tramite La Pira e Fanfani, allora Presidente dell'Assemblea delle Nazioni Unite.
- 1967 – 500.000 soldati americani in Vietnam.
- 1968 – Offensiva del Têt. L'ambasciata statunitense viene occupata per breve tempo. Il 12 marzo, lo Stato del New Hampshire dà un forte supporto a Eugene McCarthy, che sta conducendo una campagna per porre fine alla guerra. Il 16 marzo 1968, l'esercito Usa uccide 347 civili a My Lai. La notizia del massacro non raggiunge l'opinione pubblica statunitense fino al novembre 1969. Il 31 marzo, Lyndon Johnson chiede una parziale interruzione dei bombardamenti, e annuncia che "non cercherà la rielezione". In aprile, gli Stati Uniti e il Vietnam del Nord iniziano i colloqui a Parigi. In ottobre, Johnson ferma tutti i bombardamenti a nord del 17º parallelo. Iniziano i colloqui a quattro.
- 1969
  - Gennaio: Richard Nixon entra in carica come nuovo presidente degli Stati Uniti, 541.000 soldati in Vietnam;
  - Marzo: Nixon annuncia che si stanno svolgendo dei colloqui riservati.
  - Aprile: finora 33.000 soldati americani sono stati uccisi in Vietnam.
  - Maggio: dal 10 maggio prende il via l'operazione Apache Snow, svoltasi nella Valle di A Shau, al confine col nord del paese e con il Laos, in cui si protrae uno scontro tra le truppe aviotrasportate statunitensi e l'esercito regolare del Vietnam del Nord, arrivando il giorno stesso anche alle pendici di una collina nella suddetta valle, alla quota 937 (detta "Collina 937" e successivamente nominata dai reduci americani ivi presenti "Hamburger Hill", per la presenza lungo tutta la collina di corpi spappolati) sulla quale combatterono, e che conquistarono il 20 maggio dopo una lunga serie di sanguinosi assalti. Nella prima settimana gli scontri nella valle di A Shau e la battaglia di Hamburger Hill causarono 242 vittime agli Stati Uniti. Tale cifra apparse nella rivista statunitense Life, scatenando una violenta reazione dell'opinione pubblica americana che costrinse l'allora presidente a ridurre i contingenti, fino al totale sgombero delle truppe che avvenne a fine conflitto.
  - Novembre: il 15 novembre, si svolge una gigantesca manifestazione per la pace a Washington. Seymour Hersh svela la storia del terribile massacro di My Lai, nascosto dagli artefici americani.
  - Dicembre: dalla fine dell'69, il movimento pacifista guadagna supporto grazie alle prove delle atrocità commesse dalle truppe statunitensi.
- 1971
  - Febbraio: rimangono in Vietnam circa 325.000 soldati americani. Il Vietnam del Sud invade il Laos con l'appoggio degli USA. Fino a questo punto, circa 45.000 soldati americani sono morti in Vietnam.
- 1972
  - Ottobre: Nixon e Henry Kissinger annunciano che "la pace è a portata di mano", con un accordo per finire la guerra. In dicembre, gli USA iniziano a bombardare nuovamente il Vietnam del Nord, con i famosi raid di Natale. Negli USA riprendono le manifestazioni.
- 1973 – Termina il coinvolgimento statunitense in Vietnam. Kissinger vince il premio Nobel per la pace. I soldati statunitensi uccisi in Vietnam sono oltre 58.000; più di 153.000 feriti. Le ultime cifre fissano le perdite vietnamite da almeno "mezzo milione" fino a "4 milioni". La guerra è costata in totale quasi 150 miliardi di dollari. I termini del trattato sono gli stessi abbozzati da Giorgio La Pira e Ho Chi Minh già otto anni prima.
- 30 aprile 1975: Saigon cade nelle mani della Fronte di Liberazione Nazionale dei nordvietnamiti e diviene città di Ho Chi Minh. Il Presidente Gerald Ford, nei giorni immediatamente precedenti alla caduta di Saigon, richiese al Congresso un finanziamento di 705 milioni di dollari per aiutare l'alleato. La guerra del Vietnam, dopo esattamente 20 anni di scontri e atrocità, è finalmente finita.